# 2009년 2월
| 2009년: 1월 · 2월 · 3월 · 4월 · 5월 · 6월 · 7월 · 8월 · 9월 · 10월 · 11월 · 12월 |

| <          | 2009년 2월 | 2009년 2월 | 2009년 2월  | 2009년 2월 | 2009년 2월 | >          |
| 일         | 월         | 화         | 수          | 목         | 금         | 토         |
| 1 1.7 정축 | 2 8 무인   | 3 9 기묘   | 4 10 경진   | 5 11 신사  | 6 12 임오  | 7 13 계미  |
| 8 14 갑신  | 9 15 을유  | 10 16 병술 | 11 17 정해  | 12 18 무자 | 13 19 기축 | 14 20 경인 |
| 15 21 신묘 | 16 22 임진 | 17 23 계사 | 18 24 갑오  | 19 25 을미 | 20 26 병신 | 21 27 정유 |
| 22 28 무술 | 23 29 기해 | 24 30 경자 | 25 2.1 신축 | 26 2 임인  | 27 3 계묘  | 28 4 갑진  |

| 편집하기 |

## 2009년2월 27일
- 미국 버락 오바마 대통령이 2010년 8월 말까지 이라크에 주둔하고 있는 미군 전투병력을 철수시키겠다고 밝혔다.
- 미국의 환율이 1500원대로 올라갔다

## 2009년2월 26일
- 대한민국 2009학년도 대입 수시2학기 전형에서 특목고 학생을 우대했다는 고려대의 ‘고교등급제’ 의혹에 대해 한국대학교육협의회가 “고교등급제가 아니다”라는 최종 조사 결과를 발표했다.
- 대한민국 식품의약품안전청은 멜라민이 검출된 독일산 식품첨가물 '피로인산제이철'을 사용한 6개 회사 12개 제품에 대해 수거검사를 벌인 결과 1개 제품에서만 멜라민이 검출됐다고 밝혔다.
- 버락 오바마 미국 대통령은 재정지출 확대, 부유층 증세, 서민층 감세 등을 뼈대로 한 예산안을 발표했다. 이에 대해 뉴욕타임스 등의 언론들은 이는 지난 30년간의 정책 기조를 바꾸는 것으로 ‘계급 전쟁’이 시작됐다고 분석했다.

## 2009년2월 25일
- 대한민국 국회 고흥길 문화체육관광방송통신위원회장이 소속 전체회의에서 ‘미디어 관련법’을 직권상정했다.
- 방글라데시의 준 군사조직인 보안군 대원들이 수도 다카에서 무장 반란을 일으켜 50여 명의 사망자가 발생했다.
- 터키항공 여객기가 네덜란드 암스테르담의 스히폴 국제공항에 착륙을 시도하다 활주로 인근 들판에 추락, 탑승객과 승무원 등 9명이 사망하고 50여 명이 부상당했다.

## 2009년2월 22일
- 대한민국의 연쇄 살인 용의자 강호순이 넷째 부인과 장모를 방화해 살해한 사실을 자백했다. 이로써 피해 여성은 10명으로 늘어나게 되었다.

## 2009년2월 17일
- 일본의 나카가와 쇼이치 재무장관이 사의를 표명했다.

## 2009년2월 15일
- 베네수엘라에서 대통령의 연임 제한 철폐를 골자로 하는 개헌안에 대한 국민투표가 실시되어, 통과되었다.
- 영국 보건국은 혈장 수혈을 받은 한 노인이 인간광우병인 변종 크로이츠펠트 야콥병(vCJD)에 걸린 뒤 숨진 사실을 17일 공식 발표할 예정이라고 텔레그래프 온라인 판이 보도했다.

## 2009년2월 13일
이나연이 태어났다

## 2009년2월 12일
- 미국 뉴욕주 버팔로에서 콜간 항공 3407편 여객기가 나이아가라 공항으로 향하던 중 마을에 추락하여 탑승객 49명, 주민 1명 등 50명이 사망하였다.

## 2009년2월 11일
- 로버트 게이츠 미국 국방장관은 조선민주주의인민공화국이 대포동 2호 미사일을 미국 본토 방향으로 발사할 경우 미사일 요격을 준비할 것이라고 경고했다.
- 짐바브웨 야당 민주변화운동 지도자 모건 창기라이가 로버트 무가베 대통령과의 권력 분점 협정에 따라 총리로 취임했다.
- 조선민주주의인민공화국 조선중앙통신은 김영춘과 리영호가 국방위원회 인민무력부장과 북한군 총참모장에 임명되었다고 밝혔다.
- 민주당의 김유정 의원이 “청와대가 경찰청에 ‘용산철거민참사 대응에 연쇄살인 사건을 적극 활용하라’는 지침을 보냈다”는 의혹을 제기했다.

## 2009년2월 10일
- 김석기 대한민국 경찰청장 내정자가 용산 참사의 도의적 책임을 지고 자진 사퇴했다.
- 제너럴 모터스는 세계의 자사 사무직 종업원의 14%에 상당하는 1만명을 올해 안에 감원할 것이라고 발표했다.

## 2009년2월 9일
- 대한민국 서울중앙지방검찰청은 용산 참사와 관련하여, “경찰의 법적 책임은 없고, 농성자와 용역업체 직원 등 27명은 기소한다”는 중간 수사 결과를 발표했다. 야당과 시민단체는 검찰의 수사 결과에 반발했다.
- 대한민국 화왕산에서 정월대보름 억새태우기 행사를 하던 도중 등산객 4명이 불에 타 숨지고 50여 명이 중경상을 입었다.
- 성균관대학교 동아시아학술원과 한국고전번역원 번역대학원은 정조가 심환지에게 보낸 어찰첩을 발굴했다고 발표했다.
- 이집트 카이로 북부 사카라에서 미라 30구가 발견됐다.
- 중화인민공화국 베이징에 건축 중인 중국중앙방송(CCTV) 신사옥의 별관이 화재로 전소됐다.
- 민주노총 지도부가 2008년 12월 일어난 모 간부의 성폭행 사건에 책임을 지고 총사퇴했다.

## 2009년2월 8일
- 제51회 그래미상에서 로버트 플랜트와 앨리슨 크라우스가 “올해의 앨범상” 등 5개 부문을 수상했다.

## 2009년2월 7일
- 대한민국의 여자 피겨스케이팅 선수 김연아가 캐나다 밴쿠버에서 열린 ‘2009 4대륙 선수권대회’에서 1위를 차지했다.
- 에보 모랄레스 볼리비아 대통령이 새로운 사회주의 개헌안의 발효를 선포했다.
- 오스트레일리아의 빅토리아주에서 산불이 발생하여, 최소 191명이 숨졌다.
- 마다가스카르 대통령궁 경비대가 안타나나리보에서, 반정부 시위대를 향해 발포하여 최소 30명이 죽고 88명이 다쳤다.
- 브라질 아마존 지역에 소형 여객기가 추락하여 탑승자 20명 가운데 16명이 실종됐다고 현지 관리들이 밝혔다.

## 2009년2월 5일
- 스웨덴 정부가 그 동안의 비핵화 정책을 포기하고 원자력 발전소 건립을 허용할 것으로 알려졌다.

## 2009년2월 3일
- 스리랑카 국방장관이 타밀일람 해방 호랑이 지도자의 은신처로 보이는 지하벙커를 발견, 폭파했다고 발표했다.

## 2009년2월 2일
- 무아마르 카다피 리비아 국가원수가 53개 아프리카 국가들의 협의체인 아프리카 연합(AU) 의장으로 선출됐다.
- 민주노동당 권영길 의원은 지난해 고려대 수시 2-2 일반전형에서 고교등급제를 적용해 특목고를 우대했다는 비판을 제기했다.

## 2009년2월 1일
- 아이슬란드의 새 총리로 요한나 시구르다르도티르가 취임했다.
- 대한민국의 아남방송에서 운영한 비지상파 논픽션르포전문채널인 채널아이를 개국하였다.